# Заплуталась (пісня)
«Заплуталась» — пісня української співачки Джамали, написана нею в співавторстві з письменницею Вікторією Платовою. Ідея пісні виникла після повернення з відпочинку на о. Балі, де знімали музичне відео на пісню «Кактус» — це була акустична версія в супроводі фортепіано. Електронного звучання вона набула після долучення до співпраці музичного продюсера Євгена Філатова.
Вперше «Заплуталась» прозвучала на міжнародному екокультурному фестивалі «Трипільське коло» влітку 2014 року. Співачка виконала її в музичному супроводі бандуриста Романа Гриньківа. Офіційний реліз відбувся 24 вересня під лейблом «Enjoy!». Пісня випущена як сингл на підтримку мініальбому «Thank You», що презентували 3 жовтня 2014 року в київському клубі «Sentrum».
23 лютого 2015 року відбувся реліз «Заплуталась (Cepasa remix)», створений українським співаком, учасником електронного гурту «Cepasa» Павлом Ленченком. Ремікс є окремим синглом і не входить до жодного альбому співачки.

## Музичне відео
Відео на пісню «Заплуталась» зняли в січні 2015 року. Режисером і хореографом-постановником став Анатолій Сачівко, оператором — Микита Кузьменко. Головна ідея — показати тваринну частину людської натури, коли вона через запах, дотик намагається знайти серед натовпу «свого». Для цього до співпраці долучили танцювальний колектив «Apache CREW». Прем'єра відбулась 2 березня на відеохостингу «YouTube». «Заплуталась» стала першим музичним відео, у якому Джамала не брала участь як акторка.

## Список пісень
| #  | Назва                        | Автор слів                             | Автор музики         | Тривалість |
| -- | ---------------------------- | -------------------------------------- | -------------------- | ---------- |
| 1. | «Заплуталась»                | Вікторія Платова, Сусана Джамаладінова | Сусана Джамаладінова | 5:10       |
| 2. | «Заплуталась (Cepasa Remix)» | Вікторія Платова, Сусана Джамаладінова | Сусана Джамаладінова | 4:44       |

## Історія релізу
| Назва                      | Дата            | Формат              | Лейбл  |
| -------------------------- | --------------- | ------------------- | ------ |
| Заплуталась                | 24 вересня 2014 | Цифрова дистрибуція | Enjoy! |
| Заплуталась (Cepasa remix) | 23 лютого 2015  | Цифрова дистрибуція | Enjoy! |